# Blanchard (Idaho)
Blanchard es un lugar designado por el censo ubicado en el condado de Bonner en el estado estadounidense de Idaho. En el Censo de 2010 tenía una población de 261 habitantes y una densidad poblacional de 65,86 personas por km².

## Geografía
Blanchard se encuentra ubicado en las coordenadas 48°0′45″N 116°59′26″O / 48.01250, -116.99056. Según la Oficina del Censo de los Estados Unidos, Blanchard tiene una superficie total de 3.96 km², de la cual 3.84 km² corresponden a tierra firme y (3.01%) 0.12 km² es agua.

## Demografía
Según el censo de 2010, había 261 personas residiendo en Blanchard. La densidad de población era de 65,86 hab./km². De los 261 habitantes, Blanchard estaba compuesto por el 97.7% blancos, el 0% eran afroamericanos, el 0.77% eran amerindios, el 0% eran asiáticos, el 0.38% eran isleños del Pacífico, el 0% eran de otras razas y el 1.15% pertenecían a dos o más razas. Del total de la población el 1.15% eran hispanos o latinos de cualquier raza.